# ウェルカム駅
ウェルカム駅（ウェルカムえき）は、インドデリーにあるデリー・メトロレッドラインの駅である。

## 第3次計画（フェーズIII）
第3次計画（フェーズIII）で、 当駅は、内環路線 (the Inner Ring Road line) と乗換えできるようになることが提案されている。
| スタブアイコン | サブスタブ | この項目は、まだ閲覧者の調べものの参照としては役立たない、鉄道に関連した書きかけの項目です。この項目を加筆・訂正などしてくださる協力者を求めています（P:鉄道/PJ:鉄道）。 |